# Sphagnales
Sphagnales é uma ordem de musgos da classe Sphagnopsida que inclui duas famílias e dois géneros extantes (Flatbergium e Sphagnum). O género Sphagnum, o musgo das turfeiras, apresenta grande importância ecológica e económica. A família Ambuchananiaceae, que tradicionalmente era incluída nesta ordem, foi autonomizada na ordem Ambuchananiales.